# Rollio

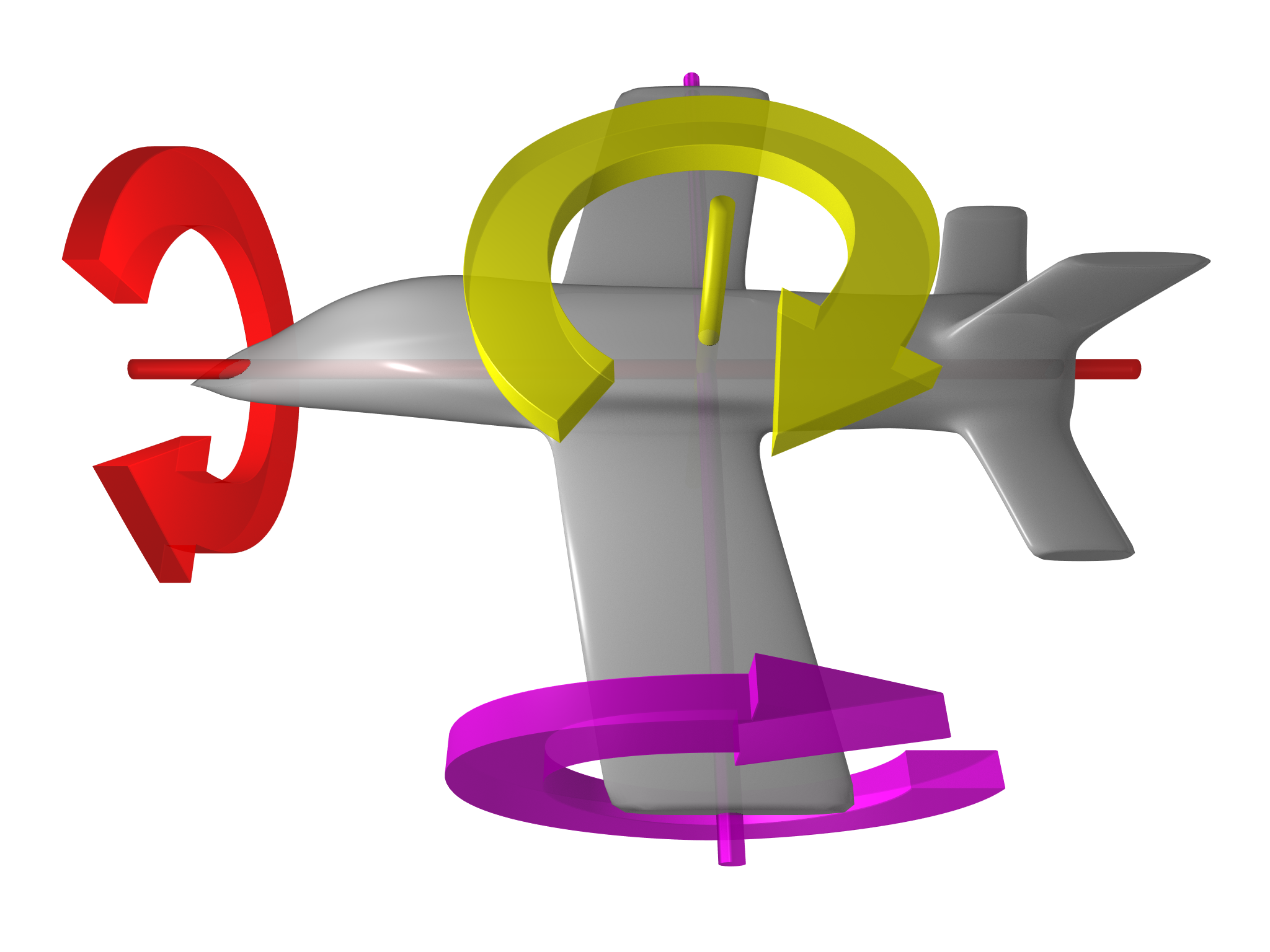
Rotazioni attorno agli assi corpo di un velivolo:
● beccheggio
● imbardata
● rollìo.

Il rollìo è l'oscillazione di un veicolo terrestre,  marino o aereo intorno al proprio asse longitudinale (anche detto, in questo caso asse di rollìo, il quale passa per i «centri di rollìo»).

## Nautica
In navi e imbarcazioni il rollìo è uno dei moti nave dotato di forze di richiamo naturali e per questo caratterizzato da un andamento di tipo oscillatorio. Il rollìo è provocato, oltre che dall'effetto del moto ondoso, dagli spostamenti di pesi a bordo e dall'interazione di tutte le forze esterne dotate di componente trasversale rispetto al piano diametrale, in particolare quelle legate alle necessità di propulsione e governo del mezzo marino. Esso si presenta come il moto oscillatorio tipicamente caratterizzato dalle maggiori ampiezze angolari su un mezzo marino e dunque il più pericoloso per la stabilità e la sicurezza.
Convenzionalmente l'asse di rollio corrisponde all'asse `X' del riferimento nave ed è indicato dall'angolo `φ' angolo di rollìo.
Il moto di rollìo può essere contrastato e ridotto attraverso un'ampia serie di sistemi agenti sulle componenti di richiamo e smorzamento: alette antirollio, pinne antirollanti, casse antirollio.

## Aeronautica

Rollìo in un aeromobile.

Negli aeroplani è prodotto dall'azione degli alettoni.
Negli aeroplani il rollìo ha un effetto secondario detto imbardata inversa: quando si inclina l'aereo, l'alettone che si abbassa per alzare un'ala aumenta la portanza e quindi anche la resistenza, facendo muovere inizialmente il muso dell'aereo verso l'ala alzata; in seguito per effetto bandiera, l'aria che colpisce la coda fa virare l'aereo dalla parte interna alla virata.

### Rollìo indotto
Si definisce rollìo indotto il fenomeno aerodinamico di rollio determinato dalla deflessione del timone di direzione. Durante l'imbardata infatti, l'ala che avanza si solleva avendo maggiore pressione dinamica di quella che indietreggia, provocando così il rollio del velivolo.

## Trasporti terrestri
Nei trasporti su gomma o rotaia e quindi su veicoli a tre o più ruote è presente un centro di rollìo per ogni asse e attraverso questi centri di rollìo si ha l'asse di rollìo che descrive l'inclinazione del mezzo, i punti di rollìo sono definiti dal sistema di sospensioni, ma questi punti di rollìo variano anche in base alle dinamiche e cinematismi del sistema.